# بات مارتينو
بات مارتينو (بالإنجليزية: Pat Martino)‏ هو عازف قيثارة جاز وكاتب وملحن وعازف قيثارة أمريكي، ولد في 25 أغسطس 1944 في فيلادلفيا في الولايات المتحدة.

## وصلات خارجية
- الموقع الرسمي
- بات مارتينو على موقع IMDb (الإنجليزية)
- بات مارتينو على موقع ميوزك برينز (الإنجليزية)
- بات مارتينو على موقع أول ميوزيك (الإنجليزية)
- بات مارتينو على موقع ديسكوغز (الإنجليزية)